# Kannazuki no Miko
Kannazuki no Miko (神無月の巫女, lit. Sacerdotessa del Mes sense Déu) és una sèrie creada per Kaishaku, centrada en la relació amorosa de dues xiques, dites Chikane i Himeko. La trama conté elements de magical girl i mechas.
La sèrie va començar com un manga en l'any 2004, amb una durada molt curta en el Japó, ja que solament catorze capítols van ser publicats per Kadokawa Shoten i serialitzada en la revista Shōnen Ace durant 8 mesos. Una sèrie d'anime de 12 episodis relativament fidels al manga va ser creada i transmesa quan la versió en paper tot just havia començat la seua serialització. I també un drama CD va ser llançat el 25 de novembre de 2004 per Geneon basat en l'adaptació animada de la sèrie.
Un manga spin-off titulat Himekami no Miko (姫神の神女) va començar la serialització al número de juliol de 2020 de la revista mensual Dengeki Maoh d'ASCII Media Works.